# Sodegaura
Sodegaura (jap. 袖ヶ浦市, -shi) ist eine Stadt der Präfektur Chiba im Osten von Honshū, der Hauptinsel Japans.

## Geographie
Die Stadt liegt südöstlich von Tokio auf der Bōsō-Halbinsel an der Bucht von Tokio.

## Geschichte
Sodegaura erhielt am 1. April 1991 das Stadtrecht.

## Verkehr
- Straße:
  - Tateyama-Autobahn
  - Nationalstraße 16
  - Nationalstraßen 409, 410
- Zug:
  - JR Uchibō-Linie

## Angrenzende Städte und Gemeinden
- Ichihara
- Kisarazu